# لشنا (استان اوپوله)
لشنا (به لهستانی: Leśna) یک منطقهٔ مسکونی در لهستان است که در گمینا اولسنو (استان اوپوله) واقع شده‌است.